# Kelurahan Puloharjo
Kelurahan Puloharjo är en administrativ by i Indonesien.   Den ligger i provinsen Jawa Tengah, i den västra delen av landet, 500 km öster om huvudstaden Jakarta. Kelurahan Puloharjo ligger vid sjön Waduk Baran.